# Liste des membres de la Chambre des représentants des peuples (Éthiopie)
Cet article présente les membres du Chambre des représentants des peuples éthiopien d'après la liste du site de la Chambre des représentants des Peuples. Les membres sont classés selon l'État ou la ville-région, puis selon leur zone.

## Représentants des villes-régions

### Représentants d'Addis-Abeba
- Derza Dawana Dagero
- Temesgen Zewdie Wolde Mikael
- Asnakech Balcha Boro
- Tomas Tolcha Teriche
- Mesfin Mngistu Dabulo
- Endalkachew Molla Demlew
- Daniel Haile Mariam Abegaz
- Lidetu Ayalew Mihretu
- Mesfin Ayalew Ali
- Mulualem Tarekegne Feleke
- Tariku Demlash Geleta

### Représentants deDire Dawa
- Mohammed Yusuf Umer
- Dereje Debebe Wolde Mariam

## Représentants desÉtats fédérés

### Représentants de l'État de l'Afar

#### Zone 1
- Ali Mohammed Ahmed
- Mohammed Ali Hamid

#### Zone 2
- Meuar Ali Sirro

#### Zone 3
- Hassen Abdela Ali
- Helemo Ferah Ahmed
- Mohammed Yesuf Kayira
- Fatuma Abdela Alimirah
- Mohammed Ayidahis Alo

### Représentants de l'ÉtatAmhara

#### Zone Agew Awi
- Fasika Mulu Adamu
- Asmare Kassahun Ali
- Ergibnesh Muluneh Agalu
- Girma Mekonenn Mengesha
- Seyoum Mesfin Siyum
- Adiss Admas Berihun
- Getachew Teshale Kassa
- Abielu Mussie Banitie

#### Zone Est Godjam
- Teshome Eshetu Belete
- Alemu Yimer Getahun
- Zelalem Tarekegne Tiruneh
- Demis Yigzaw Ayele
- Getachew Taye Eniley
- Senait Andargie Jemberu
- Alebachew Lakew Haji
- Ababu Berlie Ayele
- Almaw Alamirew Kinde
- Aderaw Ayalew Demeke
- Haile Yesus Dametie Hiruy
- Ayehuat Assefa Chekol
- Sira Fiseha Wendimagegne
- Lake Tilaye Lingerh
- Nakachew Wideneh Adamu
- Fantaye Wondim Lakew
- Sinetsehay Bizuneh Kebede
- Dereje Atnafu Dagnachew

#### Zone Ouest Godjam
- Shitaye Minale Tizazu
- Yetayew Tiruneh Belete
- Haile Yesus Mekonnen Bayeh
- Tilahun Abebe Bitow
- Aemiro Aweke Denekew
- Yaregal Muliye Melisew
- Andualem Ayalew Gelaw
- Bazezew Beza Akalu
- Yetayew Shiferaw Mekonnen
- Worku Basheheder Tilahun
- Muche Admas Mekuria
- Melaku Workneh Lema
- Chane Kebede Mamaye
- Migbar Simeneh Arefeayine
- Amelakie Gelaw Alamirew
- Gashaye Mekonnen Bizuneh

#### Zone Nord Gonder
- Adissu Legesse Kerekurat
- Tarekegne Emagnu Teshager
- Workie Assefa Mengistu
- Demis Kebede Kassa
- Kenaw Takele Bogale
- Haile Selassie Gebre Michael Berhie
- Abeba Tegegne Yimer
- Tinefu Muchie Yimer
- Meseret Mengistu Getahun
- Asefash Tasew Malede
- Honeligne Sahilu Maheliet
- Getenet Amare Gebre Hiwot
- Seyoum Feleke Mussie
- Marie Koyachew Abebe
- Nigussie Derso Mera
- Bayeh Ayalew Reda
- Leul Keskis Astatekie
- Seyoum Mamo Dametie
- Agibaw Setegne Berihun
- Teshager Abera Ayenew

#### Zone Sud Gonder
- Genet Tadesse Chekol
- Etehun Shiferaw Mekonnen
- Tesfaye Getenet Amera
- Anguach Desalegne Biru
- Ezez Wassie Mengistu
- Gebeyaw Alemu Mihretie
- Semegnew Teshome Zegeye
- Feleke Jember Kassa
- Kasanesh Adiss Mingestu
- Tadesse Meselu Desta
- Asfaw Mekonnen Kifelie
- Zeleke Mehari Bitewligne
- Askale Tilahun Tessema
- Bereded Anemut Kebede
- Jember Asmamaw Belay
- Alemnew Getnet Abera
- Anchinalu Yigzaw Teferri
- Haile Yesus Ejigu Ayalew
- Lebaye Abebe Ayele

#### Zone Oromia
- Mohammed Ahmed Ederis
- Zemu Yesuf Mohammed
- Ahmed Motuma Hassen

#### Zone Nord Shoa
- Ababi Demisie Sidelel
- Ayelech Eshete Wolde Semiat
- Meseret Jemaneh Seide
- Kiberet Asaminew Yigezu
- Dossegnaw Mamo Geberie
- Endale Haile Gizaw
- Amine Endiris Ebrahim
- Dereje Hailu Eregete
- Yilma Tachie Gebre Selassie
- Mamush Seife Ergetie
- Alemayehu Demisie Meshesha
- Kefelegne Wolde Stadike Beyene
- Eshetu Kassahun Abishie
- Negesse Gebre-Wolde Wolde-Selassie
- Shewafera Yetna Belachew
- Belayhun Zemdkun Kabew
- Worku Tegenu Abay

#### Zone Nord Wollo
- Bereket Simon Wolde Gerima
- Dawit Teferra Chanie
- Firdu Ayele Mesfin
- Gobena Abate Meshesha
- Eyasu Workneh Tareke
- Simegn Gebre Hiwot Kassa
- Aleligne Fentaye Mihretu
- Eskedar Abebaw Kebede
- Abdurahman Ahmedin Nure

#### Zone Sud Wollo
- Meles Tilahun Dejen
- Birtukan Sebsibe Woldie
- Mekete Nega Abera
- Assen Muheye Yimer
- Atalel Melaku Fenta
- Kidest Bekele Senbet
- Alemitu Tegegne Gizaw
- Rukia Seid Yimer
- Moges Tadesse Alemu
- Shimeles Abebaw Shiferaw
- Getent Damitie Negussie
- Worku Teshome Feleke
- Kassaye Arega Hassen
- Meseret Abate Gebre Hana
- Muhammed Ali Muhammed
- Seid Muhammed Hussien
- Getachew Bayferse Yesuf
- Umer Ahmed Werate
- Ali Abegaz Muhie
- Ahmed Abegaz Maruf
- Mekin Seid Adem
- Gashu Getahun Yimer

#### Zone Wag Hemra
- Tadesse Kassa Ketema
- Kasuwey Mesfin Gebre Hiwot
- Wedaje Abebe Adiss

### Représentants de l'ÉtatBenishangul-Gumaz

#### Zone Asosa
- Hamis Bela Sali
- Zeruk Hamdan Abdela
- Ferisa Kuja Godo
- Amnala Sebeba Yuma
- Abdurahim Yassin Nassir
- Yonas Gemechu Goba

#### Zone Kamashi
- Dinsa Beyene Shufo

#### Zone Metekel
- Issa Hassen Rejib
- Nechite Filate

### Représentants de l'Etat despeuples Gambela

#### Zone Agnuak
- Umed Gelo Kiro

#### Zone Nuer
- David Pich Tang

#### Zone Mezenger
- Wajene Taro Yerkie

### Représentants de l'Etat dupeuple Hareri
- Merwan Bedri Mohammed
- Abdi Mumed Hassen

### Représentants de l'État desnations, nationalités et peuples du sud

#### Zone Alaba spécial
- Hamdela Ermlo Sorduno
- Abdurahman Adem Buler

#### Zone Ameya
- Tamiru Ginbeto Awaleso

#### Zone Basketo spécial
- Aragaw Metekiya Haile Mariam
- Sinke Getachew Desta

#### Zone Bench Maji
- Wegayehu Biyadglegne Mohammed
- Lanjoy Barkari Muya
- Mamie Demisie Shiferaw
- Mesfin Chernet Dubarish
- Godi Baykeda Jasu
- Gneregie Baro Chermalu
- Kassahun Jarka Ziyatu

#### Zone Dawro
- Worknesh Woju Chajasha
- Bekele Bashu Kutie
- Daniel Dessalegn Dawaro

#### Zone Gamo Gofa
- Matewos Echamo Bilawa
- Tegegne Tadesse Gebeyehu
- Mita Micha Bunija
- Wondimu Gezahegne Gebre Mikael
- Dessu Karshashie Tukeshie
- Zenebe Kebede Kafe
- Aregash Ayisa Boda
- Legesse Negash Bayu
- Getachew Tselko Haliko
- Keflie Haile Mariam Kocha
- Siraje Mekoya Yirefu
- Haile Yesus Kitemo Tenkuto
- Kapite Wate Tessema

#### Zone Gomgofa
- Kutaye Kesi Kalala
- Etalem Kusiche Gebre Tsadik
- Dema Kuma Madesha
- Kebebush Kaka Yedawa
- Adane Oda Olaye

#### Zone Gedeo
- Daniel Wotie Wechara
- Ayele Sago Godana
- Lemma Tsegaye Gobena
- Yohannes Ture Bossa
- Birhanu Jarso Dero
- Genet Kebede Gelgelu
- Zena Mamo Obise
- Nigussie Assefa Denibo
- Tesfaye Akalewolde Tekle Aregay

#### Zone Gurage
- Tewabech Asfaw Safo
- Shimeles Wengoro Dobole
- Befekadu Wolde Senbet Jirga
- Mengistu Mulugeta Tadem
- Assefa Ayguda Ekuraga
- Bekele Wolde Mikael Gebre Medhine
- Endale Bezu Gonche
- Kibret Hailu Buli
- Munir Negash Dori
- Senait Lema Mossa
- Legesse Biratu Retebo

#### Zone Hadiya
- Yohannes Letiso Gidebo
- Fikiya Awole Hassen
- Desta Wolde Yohannes Delkeso
- Tekeba Gebre Wolde Lelisho
- Wolde Mikael Abiyo Lalemo
- Kechine Koloro Batebo
- Mekuria Gebre Mariam Deniso
- Lebene Ankore Konche
- Beyene Petros Lodamo
- Ayele Seyoum Anore

#### Zone Kembata Alaba et Tembaro
- Tekele Tessema Baramo
- Archafo Ardelo Bebiso
- Erkalo Kebato Anamo
- Tagesse Handiso Nadem
- Kebede Olbamo Yambo
- Desta Wajebo We'emego

#### Zone Keffa
- Tesfaye Bezabih Wolde Yes
- Tariku Bezabih Gebre
- Tariku Gerkisho Shodo
- Asrat Abebe Adulo
- Asmarech Haile Guangul
- Birhanu Adelo Gebre Mariam
- Meselech Wedajo Gawo

#### Zone Sud Omo
- Awoke Ayeke Biranas
- Girto Ayele Girta
- Namsi Aleka Balibayis
- Nakia Ankosiya Aymela
- Ayke Zombe Killo
- Tembel Desta Beshinto
- Demissie Wangie Gola

#### Zone Sheka
- Deneke Desta Haile
- Gemeda Bongolum Gebrek

#### Zone Sidama
- Shamena Orom Ato
- Zenebe Kumo Geda
- Amanuel Mengistu Berojo
- Bayush Bizuneh Hifamo
- Asfaw Gonese Nemera
- Getahun Garo Kea
- Ejigayehu Yohannes Tiro
- Yosef Yosa Dabo
- Hagos Addisu Borago
- Awoke Kuesa Tanniko
- Mamuye Wansara Dinsa
- Desta Ledamo Bulamo
- Harka Haroye Oda
- Amarech Adola Orrissa
- Birtukan Girache Tope
- Shalo Roriso Faresa
- Tewabech Lankamo Latamo
- Seyfu Tadesse Areru
- Samson Wolde Yohannes Delkeso

#### Zone Silte
- Teyiba Shikure Yesuf
- Butula Abidela Buser
- Ahmed Hassen Abduselam
- Kori Abdela Rejibo

#### Zone Wolaita
- Teshome Toga Chanaka
- Teklewold Atnafu Ambulo
- Kifle Jaguba Takore
- Getie Geta Dodicho
- Aberash Eligo Enaro
- Merkneh Waltore Goddebo
- Tadelech Amare Sanato
- Wanna Wakie Geleso
- Daniel Ferede Haile Mariam
- Zinash Kabeto Kassamo
- Fasika Jebo Ololo
- Elias Liera Barata
- Goa Fanta Awsato

### Représentants de l'ÉtatOromia

#### Zone Arsi
- Welela Hussen Muhammed
- Abeti H/Adeo Chefa
- Adanech Abiebie Dessa
- Abdurahiman Kassim Keber Haji
- Hussien Geda Jillo
- Genet Bedasso Jillo
- Jeilan Aliye Alema
- Rihana Aman Kedir
- Shiferaw Jariso Tedecha
- Asherka H/Seno Adem
- H/ Ali Dermesha Ahmed
- Amare Tesfaye Belay
- Abdulkadir Daksiso Bedasol
- Ketema Amdie Sebsibie
- Bereded Zewdneh Tilahun
- Wondimu Ibsa Gendo
- Asrat Abera Buta
- Wondimu Birru Waka
- Ababu Abedo Firi
- Mohammed Molu Chakeri
- Gebeyehu Ayato Gishu

#### Zone Balé
- Zabiya Mohammed Hassen
- Alemu Gonifa Biru
- Biruk Gezaw Adera
- Habtamu Nepi Wakjira
- Meseret Girma Wolde Amlak
- Teshome Ambaye Mebiratu
- Ahmed Mohammed Junedi
- Siraj Hussen Sewo
- Muhammed Aliye Umer
- Abdurazak Mohammed Hebo

#### Zone Borena
- Tadesse Galgalo Jalido
- Tadesse Bahiru Beyene
- Denbala Halake Amado
- Oda Muda Guye
- Tukie Liban Dukie

#### Zone Guji
- Wolde Mariam Wako Gulicha
- Meseret Abebe Gebrie
- Bido Jisso Tikula
- Danboba Boko Gelichu

#### Zone Est Hararghe
- Aliya Abdurahman Mumed
- Ibirahim Mohammed Yuya
- Alfiya Abdurahman Mohammed
- Seid Abdela Ibrahim
- Abdi Yeyu Mumya
- Ayisha Ahmed Beker
- Tajir Shame Usman
- Enkossa Dugassa Gudetta
- Demissie Yachiso Jire
- Lula Jebrile Ali
- Sofiyan Ahmed Beker
- Zeytuna Taha Umer
- Abdela Abiro Ahmed
- Getachew Bedane Abawelo
- Abiyot Neway Alemu
- Seyfedin Mohammed Usso

#### Zone Ouest Hararghe
- Mohammed Abdurahiman Adem
- Mohammed Ali Ibrahim
- Mohammed Ibrahim Abdela
- Fetia Yesuf Mumed
- Aliye Sufiyan H/ Dawid
- Aliye Umerie Mohammed
- Lubaba Mohammed Nur Mussa
- Awole Mohammed Adem
- Waritu Roba Denbi
- Abdurahiman Yesuf Abdela
- Jemal Ahmed Seid
- Neima Ahmed Yesuf

#### Zone Illubabor
- Getachew Nega Tokon
- Alemu Chanyalew Dejenu
- Zeynu Adem Daba
- Chanyalew Tegegne Bogale
- Gifty Abasiya Ababuliga
- Fantaye Gezahegn Urgesa
- Webeneh Emiru Bushen
- Feyisse Lemessa Gema
- Yeshihareg Getachew Beyene
- Tekalign Minalu Tirfe
- Tarike Supa Bati

#### Zone Jimma
- Seyfe Legesse Koricho
- Askale lema Alemu
- Muhdin Abamoga A/Gero
- Zeinu Ahmed Raba
- Ahmed A/Gisa A/Uregessa
- Sintayehu Terefe Ayele
- Kebede Abera Odo
- Teyib Abajihab Abawaji
- Belete Etana Disasa
- Eshetie Wondemagegn Gebre Giorgis
- Ali Osman Turki
- Kezina Abadula Ababogibo
- Biya Diga Ibrahim
- Habiba Mohammed Seid
- Zahira Mustefa Edris
- Awol Aba-oli Abadura
- Mulugeta Gebre Hiwot Habtie
- Solomon Haile Fanta

#### Zone Est Shoa
- Urega Ebissa Abdi
- Getachew Kopissa Chaka
- Lomi Bedo Kumbi
- Workneh Gebeyehu Negewo
- Mengistu Tufa Bonisa
- Worknesh Wareo Safayo
- Million Garedew Biru
- Atinafu Tenagne Tilahun
- Biru Birmeji Chiquala
- Kifele Birobo Gudeta
- Webalem Gebre Kidan Gashaw
- Assefa Boken Bedane
- Girma Rorisa Benti
- Hamado Hami Wakeyo
- Mamo Geda Dadi

#### Zone Nord Shoa
- Gebissa Tesfaye Geleta
- Amarech Debebe Reda
- Melissie Aychilehum Kassaye
- Wasihun Beyecha Edae
- Tesfaye Wolde Tsadik Tsakaba
- Kenea Kuma Mitchelie
- Rabia Essa Binegdie
- Tesfaye Aga Oda
- Takele Adugna Yadesa
- Abiyot Kebede Shiferaw

#### Zone Sud-ouest Shoa
- Mitkie Ayansa Beriecha
- Girma Biru Geda
- Shimeles Jida Kebede
- Alem Feyisa Abdi
- Teferi Legesse Yae
- Tsegaye Robele Balicha
- Tolesa Tesfaye Tulu
- Asfaw Angassu Benti
- Tefera Gurmeso Serbiesa

#### Zone Ouest Shoa
- Lema Tilahun Wondimu
- Arerie Begna Jimma
- Bekele Diriba Kaba
- Wolde Yesus Mengesha Gebre Yohanes
- Merara Gudina Jefi
- Teshome Bedassa Chalchissa
- Dejene Tafa Geleta
- Giduma Anchalu Ideti
- Chala Bekele Hordofa
- Gutu Mulisa Gedefa
- Geberu Gebre Mariam Utura
- Deribie Yirga Serida
- Lebeta Fufa Bulessa
- Girma Chala Desissa
- Feyira Dechasa Biri

#### Zone Est Welega
- Jenmorie Tadesse Abegaz
- Hordofa Bekele Gumie
- Waktolie Gobena Disassa
- Abdissa Yadeta Muleta
- Biru Rejie Lema
- Tesfaye Achalu Debisa
- Tefera Feleke Wolde Yes
- Akesa Kiesi Gari
- Asrat Tekaligne Balicha
- Mekonnen Geleta Maru
- Birhanu Tessema Rumicho
- Temesgen Kidane Haile
- Asfaw Hedo Dandi
- Merera Tolina Iticha

#### Zone Ouest Wellega
- Telilie Mussie Kusho
- Milkias Bushu Feyissa
- Matewos Daka Duriesa
- Ayele Negeri Gibo
- Mitiku Deressa Secheri
- Kemsie Ayana Rossa
- Desta Bekelche Jiga
- Shimri Mengistu Kenea
- Umeta Negeri Abadi
- Abonesh Mosisa Erana
- Bulcha Demeksa Senbeto
- Tesfaye Fufa Guluma
- Arega Benti Ambecha
- Getachew Jigi Demeksa
- Mesfin Nemera Deriesa
- Belaynesh Yishak Igu
- Negasso Gidada Solan

### Représentants de l'ÉtatSomali

#### Zone Afder
- Abdrkadir Sheik Mah Nur
- Shukri Mealin Hussien
- Shukri Hajir Hakar

#### Zone Degehabur
- Aneb Abdurkadir
- Hussien Ismael Tewkdin
- Sheik Aden Ismael
- Abdulkerim Ahmed Guled

#### Zone Fiq
- Mohammed S/ Muhammed
- Mohammed Adem Beri

#### Zone Gode
- Abdi Aden Abdi
- Sultan Kerfo Garni

#### Zone Jijiga
- Abdi Mohammed Kelnile
- Harsi Abdukadir Muhammed
- Beshir Ali Mohammed
- Abeduwasi Abdulahi Bede

#### Zone Korahe
- Mohammed Mealin Ali Kedir

#### Zone Liben
- Issak Ibrahim Aji

#### Zone Shinile
- Mussie Aber Ferie
- Mohammed Drir Gido
- Mohammed Areli

#### Zone Werder
- Ali Abdulahi Hashi
- Jemal Deriya Kelifa
- Abdureshid Dulenie

### Représentants de l'État duTigré

#### Zone centre
- Meles Zenawi Asres
- Sibehate Nega Medhaneyé
- Mulugeta Alemseged Gesesse
- Tilahun Tareke Weldu
- Asmelash Wolde Selassie Zegeye
- Netsanet Asfaw Nigusie
- Kiros Wolde Mikael Weldu
- Worknesh Wolde Yesus Sibehate
- Kaleayu Gebre Hiwot Abera
- Shishay Haile Selassie Wolde Silassie
- Mamit Tesfay Medhaniye
- Wolde Mihret Tekle Mikael Emenetu
- Tsegay Berhane Beyene
- Astbeha Aregawi

#### Zone ouest
- Abay Tsehaye Abay
- Azeb Mesfin Haile
- Shumiye Gebere Mekoennen
- Werede Gesesse Wolde Haweriat
- Girmay Shedi Kirbit
- Stewahab Tadesse Tekle Gergis
- Almaz Araya Gebre Egziabhier
- Atakilti Gidey Abreha

#### Zone est
- Seyoum Mesfin Gebre Dingle
- Alemseged Wereta Kifelu
- Hailu Mehari Medhin
- Mebrat Tadesse Abriha
- Nigesti Hayish Gidey
- Abrar Wahab Mohammed
- Hiwot Hadush Berihe
- Hailu Berihe Staedu

#### Zone sud
- Aselefech Bekele Gebre Wolde
- Stehaye Gebre Egziabhier Siyum
- Dagnew Belete Tekile
- Aster Amare Hagos
- Elsa Tesfay Gebre Ezigi
- Lemlem Hadigu Yifter
- Zeray Amare Hagos

#### Zone Mekelé
- Adissalem Baliema Abay